# Julio Salvador Alandete
Julio Salvador Alandete Arroyo (San Jacinto, Bolívar, 18 de mayo de 1961) es un economista y catedrático colombiano.

## Biografía
Julio Salvador Alandete nació en San Jacinto (Bolívar) el 18 de mayo de 1961. Estudió Economía en la Universidad de la Costa, realizó estudios de posgrado en Estudios Pedagógicos en la misma Universidad.
Durante su trayectoria laboral, destaca el haber sido catedrático en diversas ramas de la Economía como Planeación Estratégica, Gerencia, Habilidades Gerenciales, Macroeconomía y Gestión Educativa, en la Universidad de Cartagena,  Universidad de la Costa y Universidad Tecnológica de Bolívar. Fue director del Servicio Nacional de Aprendizaje (SENA) regional Bolívar durante 5 años (desde 2003 hasta 2008), también se desempeñó como secretario de Educación de Cartagena de Indias, en el período comprendido entre 2008 y 2011 (4 años). El entonces presidente de Colombia, Juan Manuel Santos, le designó como Viceministro de Educación Preescolar, Básica y Media desde 2013 hasta 2014.
Fue el responsable del proceso de alfabetización que se llevó a cabo en Cartagena, de esta manera la heroica fue declarada como la primera ciudad capital de Colombia «libre de analfabetismo». También ha ejercido como expositor, ponente y conferencista nacional.

## Distinciones
Algunas de las más altas distinciones otorgadas:
- Orden al Mérito Coronel Guillermo Ferguson - Grado Caballero de la Patria.
- Orden Rafael Núñez - Grado Comendador.
- Medalla de Servicios distinguidos de la Armada Nacional - Fuerza de Superficie.
- Egresado destacado - Universidad de la Costa.